# 청사로 (대전)
청사로(廳舍路, Cheongsa-ro)는 대전광역시 서구 월평동 은뜰삼거리 에서 둔산동 수정삼거리를 잇는 도로이다.

## 주요 경유지
대전광역시
- 서구 (월평동)

## 노선
| 이름             | 접속 노선                          | 소재지 | 소재지 | 비고 |
| ---------------- | ---------------------------------- | ------ | ------ | ---- |
| 은뜰삼거리       | 월평중로                           | 서구   | 월평동 |      |
| 진달래네거리     | 월평동로                           | 서구   | 월평동 |      |
| 황실네거리       | 갈마역로                           | 서구   | 월평동 |      |
| 아랫둔지미네거리 | 청사서로                           | 서구   | 월평동 |      |
| 선사유적네거리   | 국가지원지방도 제32호선 (대덕대로) | 서구   | 월평동 |      |
| 정부청사지하차도 |                                    | 서구   | 월평동 |      |
| 둥지네거리       | 문예로                             | 서구   | 둔산동 |      |
| 수정삼거리       | 문정로                             | 서구   | 둔산동 |      |

## 주요 건물 및 시설
- 월평119안전센터 (청사로 27/월평동 310-2)
- 하나은행 황실지점 (청사로 65/월평동 302)
- Tworld 다솔대리점 월평선사본점 (청사로 120/월평동 291)
- GS25 월평스타점 (청사로 128/월평동 282-3)
- YTN 대전충남세종취재본부 (청사로 136/월평동 282)
- 우리은행 대전무역회관지점 (청사로 136/월평동 282)
- 정부대전청사 (청사로 189/둔산동 920)
- GS칼텍스 우리동네주유소 (청사로 224/둔산동 916)
- GS25 G둔산우리점 (청사로 224/둔산동 916)
- 올리브영 대전정부청사점 (청사로 234/둔산동 913)
- 둔산도서관 (청사로 263/둔산동 903-2)